# Floden hævner
Floden hævner (originaltitel The Ancient Highway) er en amerikansk stumfilm fra 1925 instrueret af Irvin Willat.

## Medvirkende
- Jack Holt som Cliff Brant
- Billie Dove som Antoinette St. Ives
- Montagu Love som Ivan Hurd
- Stanley Taylor som Gaspard St. Ives
- Lloyd Whitlock som John Denis
- William A. Carroll som Ambrose
- Marjorie Bonner som Angel Fanchon
- Christian J. Frank	som George Bolden